# Ruholah Homeini
Ruholah Homeini (perz. موسوی خمینی, Homein, 22. rujna 1902. – Teheran, 3. lipnja 1989.), poznat još kao Ajatolah Homineini i Imam Homeini, iranski političar, ajatolah, osnivač Islamske Republike Iran i njen vrhovni vođa od 3. prosinca 1979. do svoje smrti.

## Životopis
Potjecao je iz ugledne perzijske obitelji iz Nišapura koja se u 18. stoljeću odselila u sjevernu Indiju, a potom se 1939. godine vratila u Iran odnosno nastalila u Homeiniju (današnja pokrajina Markazi). Ruholah Musavi Homeini u ovom je gradiću rođen 22. rujna 1902. godine. Već sljedeće godine njegov otac Mostafa Hindi ubijen je u prosvjedima i kroz čitavo djetinjstvo odgajala ga je majka. Od 1920. godine u Araku i Komu pohađao je studije islamskog prava (fikuh) i zakona (šerijat), te filozofije, pjesništva i misticizma (irfan). Homeinijevi profesori bili su Ali Akbar Jazdi, Džavad Aga Maleki Tabrizi, Rafi Kazvini i Mirza Muhamed Ali Šahabadi, a filozofima i misticima koji su najviše utjecali na njegov opus smatraju se Aristotel, Platon, Mula Sadra, Ibn Arabi, Avicena i Mansur al-Haladž. Od 1930-ih godina nadalje radio je kao lektor i predavač u Nadžafu i Komu.
Političko djelovanje Homeinija započinje ranih 1942. godine kada objavljuje „Otkrivanje tajni” (perz. Kašf al-Asrar), svoju prvu knjigu u kojoj iznosi protuargumente sekularnim stavovima Ahmada Kasravija. Homeini se nadalje u govorima gorljivo suprotstavljao prozapadnjačkim idejama M. Reze Pahlavija, a sukob konzervativnih i režimskih struja osobito je došao do izražaja 1963. godine kada Homeini postaje glavnim ajatolahom dok Pahlavi istovremeno pokreće društveno-političke reforme poznate kao Bijela revolucija. Početkom lipnja navedene godine Homeini je uhićen i stavljen u dvomjesečni kućni pritvor, što ubrzo rezultira općim prosvjedima diljem zemlje i smrću 400 ljudi. Sljedeće godine Homeini u javnom govoru oštro napada Pahlavijev kontroverzni prijedlog o usvajanju novog zakona prema kojem se Amerikanci stacionirani u Iranu izuzimaju iz nadležnosti iranskih sudova. U studenom 1964. godine određena mu je višemjesečna zatvorska kazna, a ubrzo ga osobno posjećuje premijer Hasan-Ali Mansur i traži javnu ispriku. Nakon Homeinijevog kategoričnog odbijanja, Mansur ga fizički napada što ponovo rezultira otvorenim sukobima iranskih političkih frakcija. Nekoliko dana kasnije Homeini je prognan u Tursku, a Hasan-Ali Mansur početkom sljedeće godine biva ubijen u atentatu.
Homeini u egzilu provodi 14 godina; prvo 11 mjeseci u turskoj Bursi, potom 13 godina u iračkom Nadžafu, te konačno četiri mjeseca u Parizu. Godine 1970. napisao je Velajat-e Fakih, svoje najpoznatije djelo o šijitskoj doktrini vlasti u kojoj se isprepliću teokratski i republikanski elementi. Masovni iranski prosvjedi i štrajkovi od siječnja 1978. godine nagnali su Pahlavija na bijeg iz zemlje u siječnju sljedeće godine, a nekoliko dana kasnije Homeini se iz progonstva vratio u Teheran gdje su ga dočekali milijuni ljudi. Pahlavijska monarhija je službeno okončana 11. veljače 1979. kada je iranska vojska (ranije vjerna Pahlaviju) proglasila neutralnost, a sama iranska revolucija završila je 1. travnja kada je nakon referenduma pobjedom od 98,2% proglašena Islamska Republika Iran. Novi ustav utemeljen uglavnom na Velajat-e Fakihu usvojen je u prosincu iste godine kada Homeini postaje vrhovni vođa. Njegova vlast obilježena je oštrim političkim sukobima sa Sjedinjenim Američkim Državama odnosno iračkim napadom na Iran. Preminuo je u Teheranu 3. lipnja 1989. godine i sahranjen je u mauzoleju na jugu grada.

## Vanjske poveznice
- (perz.) Rouhollah.ir